# Jochen Griesbach
Jochen Griesbach (* 24. Mai 1970 in Köln) ist ein deutscher Klassischer Archäologe.
Jochen Griesbach studierte nach dem Abitur am Friedrich-Wilhelm-Gymnasium in Köln von 1989 bis 1998 Klassische Archäologie, Lateinische Philologie, Theater-, Film- und Fernsehwissenschaften sowie Philosophie an den Universitäten Köln, Bonn, Heidelberg und der Freien Universität Berlin. 1997 erlangte er den Magister Artium an der Universität zu Köln mit einer Arbeit zum Thema Strukturanalysen zu den kaiserzeitlichen Nekropolen Roms. Es folgten zwischen 1998 und 2001 Forschungsaufenthalte in Rom, wo Griesbach in Zusammenarbeit mit der städtischen Soprintendenza Archeologica di Roma forschte. 1999/2000 war er Stipendiat im Graduiertenkolleg Formierung und Selbstdarstellung städtischer Eliten im römischen Reich an der Universität zu Köln, 2003 wurde er Wissenschaftliche Hilfskraft am Projekt PHAROS, wo Online-Studieneinheiten für die Studiengänge Klassische Archäologie, Alte Geschichte und Klassische Philologie erstellt wurden. 2003/04 vertrat er Lutgarde Vandeput als Assistent am Forschungsarchiv für Antike Plastik der Universität zu Köln. Mit der Arbeit Villen und Gräber. Kaiserzeitliche Siedlungs- und Bestattungsplätze im Suburbium Roms ausgehend von den Befunden der Tenuta Radicicoli Maffei wurde Griesbach im Juli 2006 an der Universität zu Köln bei Henner von Hesberg promoviert.
Von Oktober 2007 bis Juni 2011 war er Assistent am Institut für Klassische Archäologie der Universität München. Nach der Habilitation im Juni 2011 mit der Arbeit Zur Topographie antiker Ehrenstatuen im hellenistischen Osten. Gestaltung und Konstituierung 'politischer' Räume durch öffentliche und private Porträtstandbilder war er dort bis März 2012 als Akademischer Oberrat tätig. Von Februar 2010 bis Januar 2011 war er beurlaubt und forschte als Stipendiat der Deutschen Forschungsgemeinschaft am Deutschen Archäologischen Institut Athen.
Zum April 2012 wurde Griesbach Konservator an der Antikensammlung des Martin von Wagner Museums der Universität Würzburg, seit Oktober 2014 ist er Direktor der Antikensammlung des Museums. Zudem lehrte er als Privatdozent an der Würzburger Universität, seit März 2018 als außerplanmäßigen Professor. Im Sommersemester 2017 vertrat er Thomas Schäfers Lehrstuhl an der Universität Tübingen, im April 2018 hielt er eine Hellenistic Lectures Series an den Universitäten Harvard, Princeton, New York, Pennsylvania, Columbia sowie Brown.
Griesbach ist Mitglied der Mommsen-Gesellschaft sowie der Associazione Internazionale di Archeologia Classica. Seine Forschungsschwerpunkte hat er bei den antiken Porträtdenkmälern, römischer Sepulkralkultur, der Architektur und Topographie der Stadt Rom, Siedlungsarchäologie und Urbanistik sowie der Semantik figürlicher Terrakotten.

## Publikationen (Auswahl)
- Villen und Gräber. Siedlungs- und Bestattungsplätze der römischen Kaiserzeit im Suburbium von Rom (= Internationale Archäologie Band 103), Leiden, Rahdorf 2007, ISBN 978-3-89646-375-3 (= Dissertation).
- (Hrsg.): Griechisch-ägyptisch. Tonfiguren vom Nil. Schnell + Steiner, Regensburg 2013, ISBN 978-3-7954-2778-8.
- (Hrsg.): Polis und Porträt. Standbilder als Medien der öffentlichen Repräsentation im hellenistischen Osten. (= Studien zur antiken Stadt, Band 13), Reichert, Wiesbaden 2014, ISBN 978-3-95490-009-1.